# Hymenophyllum secundum
Hymenophyllum secundum là một loài thực vật có mạch trong họ Hymenophyllaceae. Loài này được Hook. & Grev. miêu tả khoa học đầu tiên.